# St. Martin (Bad Orb)

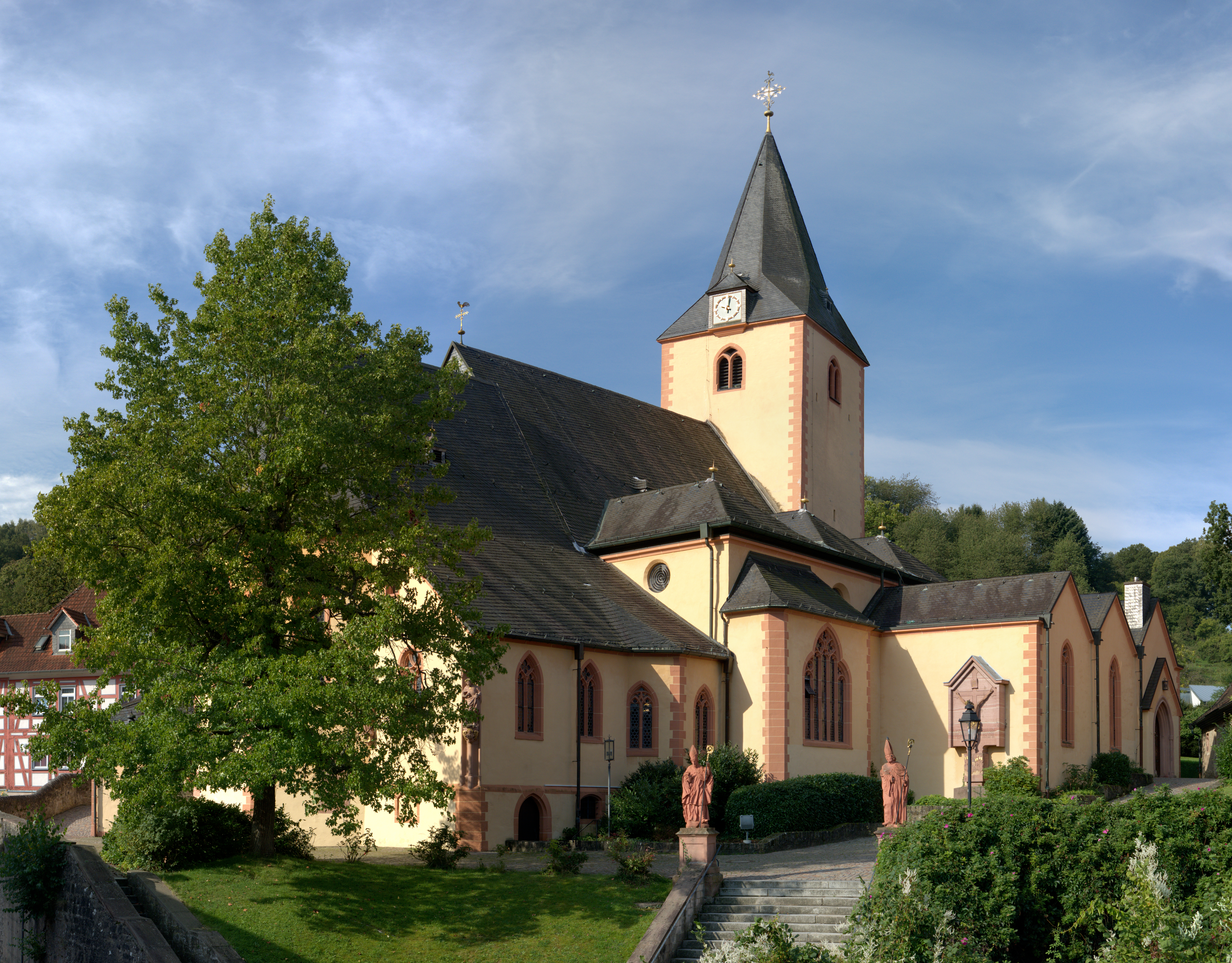
St. Martin von Nordost

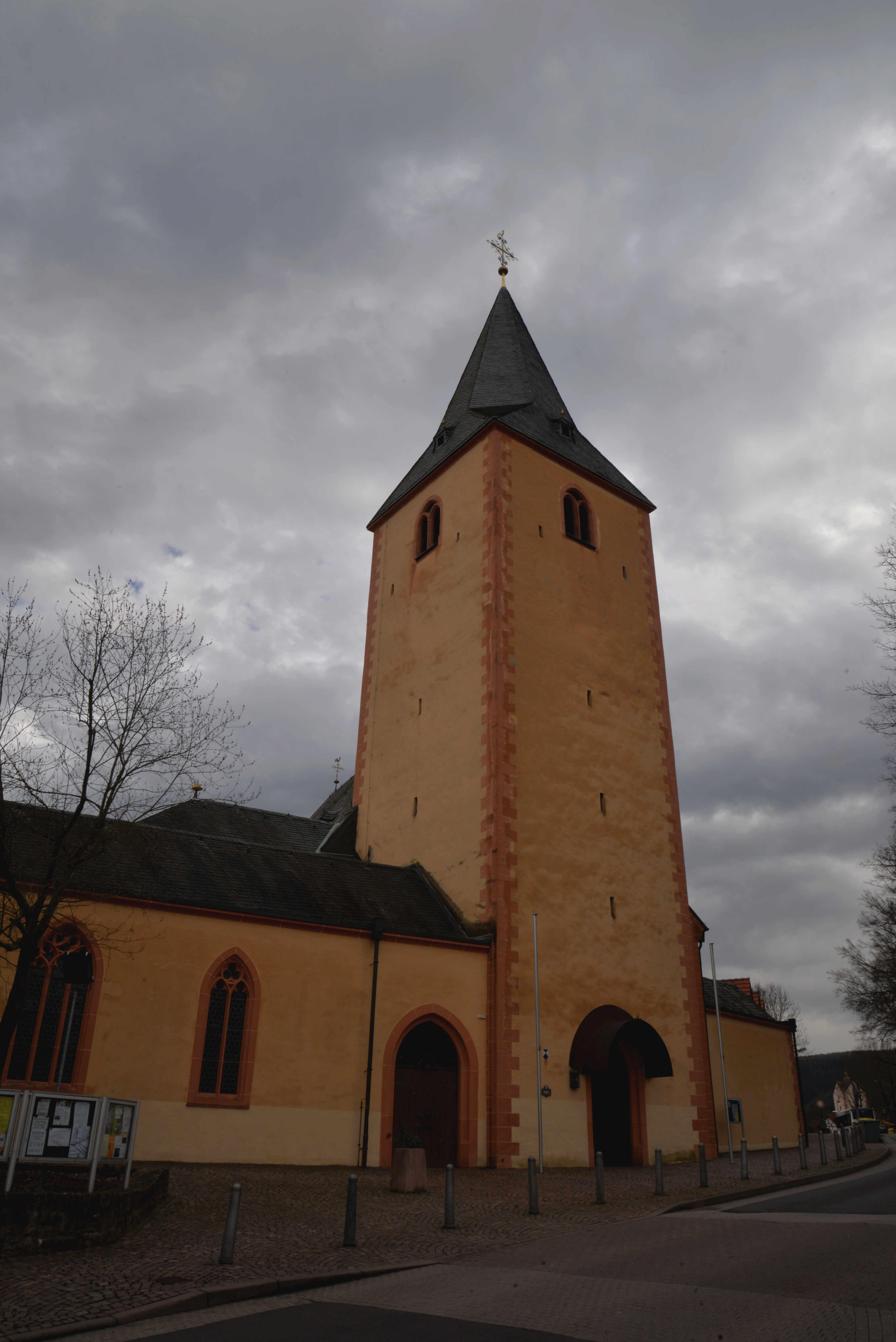
Der Turm aus Sicht des Burgrings

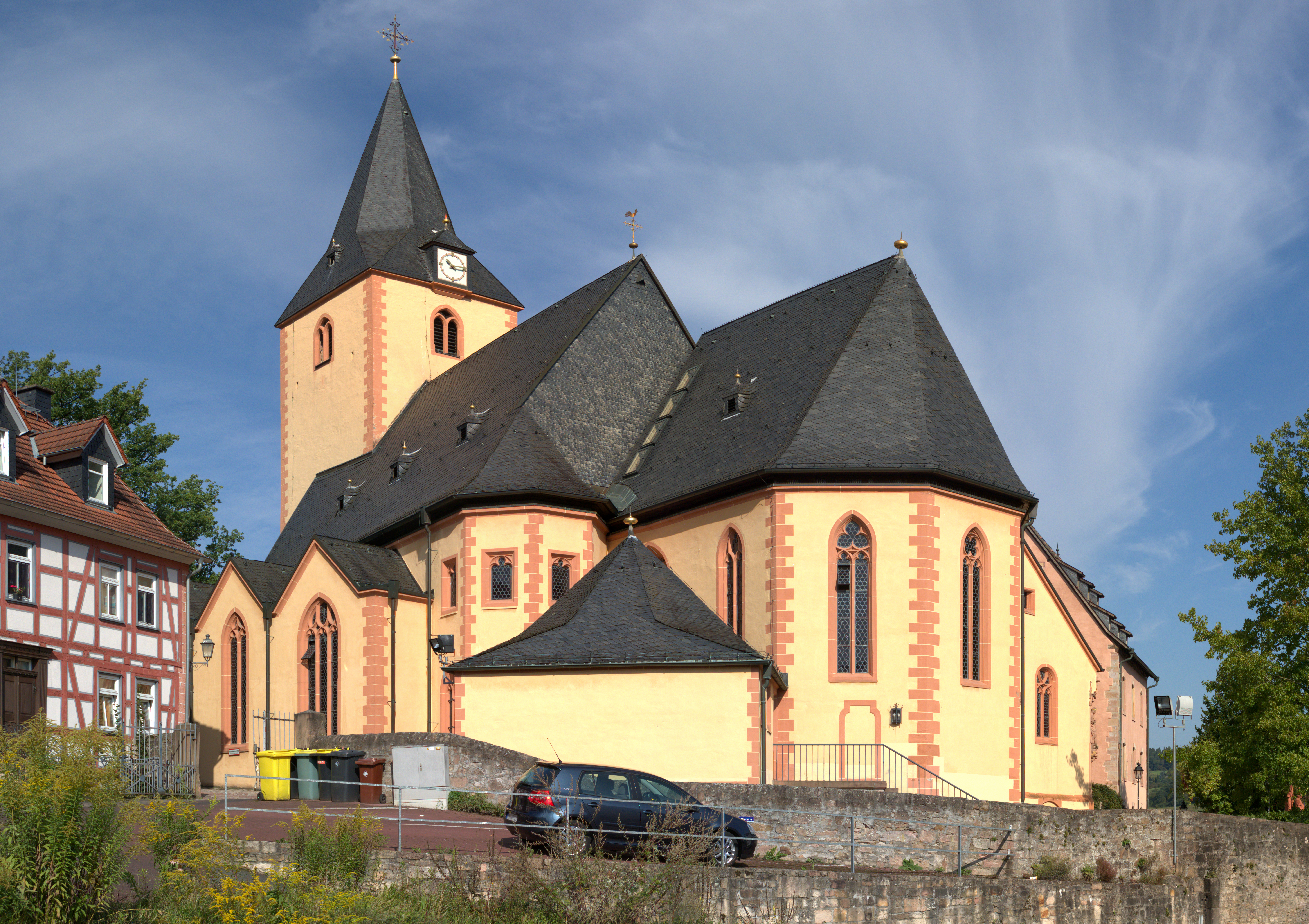
St. Martin aus Sicht von Süd-Ost

Die Kirche St. Martin in Bad Orb ist eine der beiden römisch-katholischen Pfarrkirchen der Stadt. Sie liegt auf einer Anhöhe, unmittelbar neben der ehemaligen Burg.

## Geschichte

### Mittelalter bis Neuzeit
Die älteste Erwähnung einer Kapelle an dieser Stelle stammt aus dem Jahr 1064. Die Kirche ist vermutlich aus der romanischen Burgkapelle hervorgegangen. Deren Fundamente konnten 1937 in einer archäologischen Ausgrabung erschlossen werden.
Die heutige Kirche wurde, unter Verwendung älterer Bauteile der Burgkapelle oder etwa des Turms der Stadtbefestigung, zwischen 1335 und 1440 errichtet.  Der Kirchenpatron St. Martin erscheint auch im Wappen der Stadt.
In der Barockzeit erfuhr die Kirche, vor allem in ihrer inneren Ausstattung eine Anpassung an den Zeitgeist. Diese Veränderung wurde 1936/1938 wieder zurückgenommen.
1978/79 wurde die Kirche erheblich, von drei auf fünf Schiffe erweitert.

### Kirchenbrand 1983
Am ersten Weihnachtstag 1983 brannte sie fast vollständig aus, übrig blieben nur die Sakramentskapelle und die Sakristei. Der 1985 wieder geweihte Bau ist teils Rekonstruktion, teils neu gestaltet. Beide Baumaßnahmen wurden vom Diözesanbaumeister des Bistums Würzburg Hans Schädel gestaltet. Von ihm stammt auch die Komposition des wiederkehrenden Christus über dem Zelebrationsaltar, die in ähnlicher Form auch im Würzburger Dom zu finden ist. Neu eingerichtet wurde auch ein geringes Bodengefälle des Kirchenraumes, das für alle Plätze einen besseren Blick zum Altar hin gewährleistet. Die Kirchengemeinde gehört zum Bistum Fulda. Heute erinnert ein Denkmal an der Außenmauer des nordöstlichsten Anbaus an das Brandereignis.

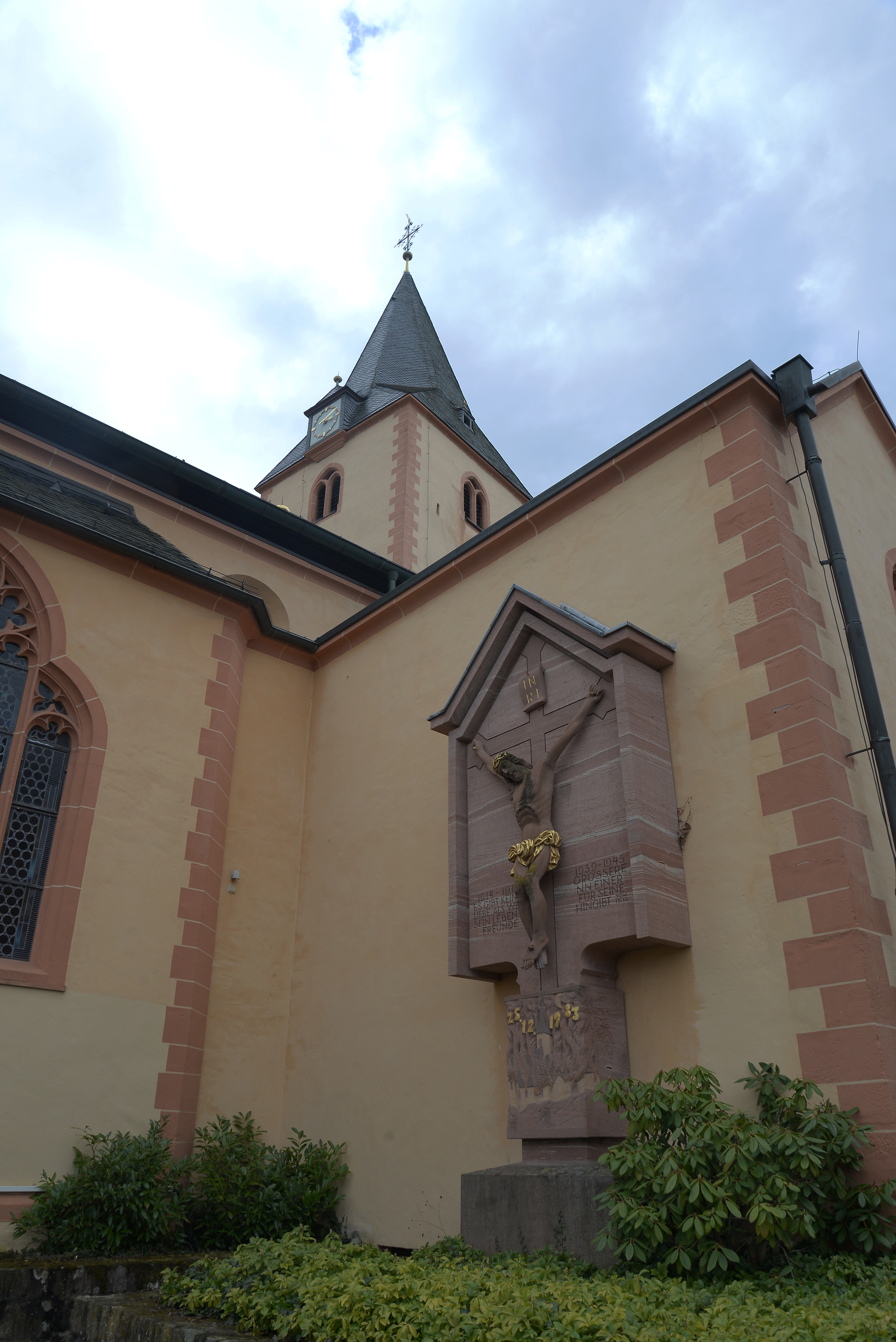
Heute erinnert ein Denkmal an den Brand von 1983

## Gebäude und Ausstattung

### Romanik und Gotik
Die Martinskirche war ursprünglich eine gotische Hallenkirche mit unregelmäßigem Grundriss und gotischen Chören am Kopf von Haupt- und Seitenschiffen, die alle einen Fünfachtelschluss aufweisen. Der älteste Teil der Kirche ist der Chor und die Sakramentskapelle (ehemals Sakristei) von 1445.
Der im Kern romanische Turm steht schräg im Grundriss, da er vermutlich, als Teil der Stadtbefestigung, in das Gotteshaus einbezogen wurde. Er schließt nach oben mit einem Knickhelm ab, ähnlich den vielen, im nahen fränkischen Raum verbreiteten Echter-Türmen.
Von den heute vorhandenen fünf Schiffen ist das mittlere Schiff das Älteste, die Seitenschiffe wurden im Laufe der Zeit angefügt, die beiden äußersten beim Umbau 1978/79. Ebenfalls ein Anbau ist die Marienkapelle von 1480.

### Barock
In der Barockzeit erfuhr auch die St. Martinskirche Veränderungen, insbesondere durch einen aufwändigen Hochaltar. Diese barocke Ausstattung der Kirche wurde jedoch bereits bei einer gründlichen Renovierung und Regotisierung in den Jahren 1936–1938, unter Pfarrer Lins beseitigt und durch das gotische Altarbild ersetzt. Der barocke Hochaltar wurde später, mit der Renovierung und Erweiterung 1979 nochmals aufgestellt und fiel dem Brand zum Opfer.
1978/79 wurde die Kirche von drei auf fünf Schiffe erweitert, wobei die alten Fenster der Seitenschiffe in den neuen äußeren Schiffen wieder eingebaut wurden.
Bei dem Brand, an Weihnachten 1983 wurde diese gesamte Ausstattung, einschließlich aller Kunstschätze fast komplett vernichtet. Ein zu dieser Zeit in der zweiten katholischen Kirche des Ortes (St. Michael) untergebrachter barocker Kreuzkorpus und die liturgischen Geräte und Gewänder hingegen blieben unversehrt, ebenso die Dreikönigsgruppe der Krippe von St. Martin.

### Orber Altar

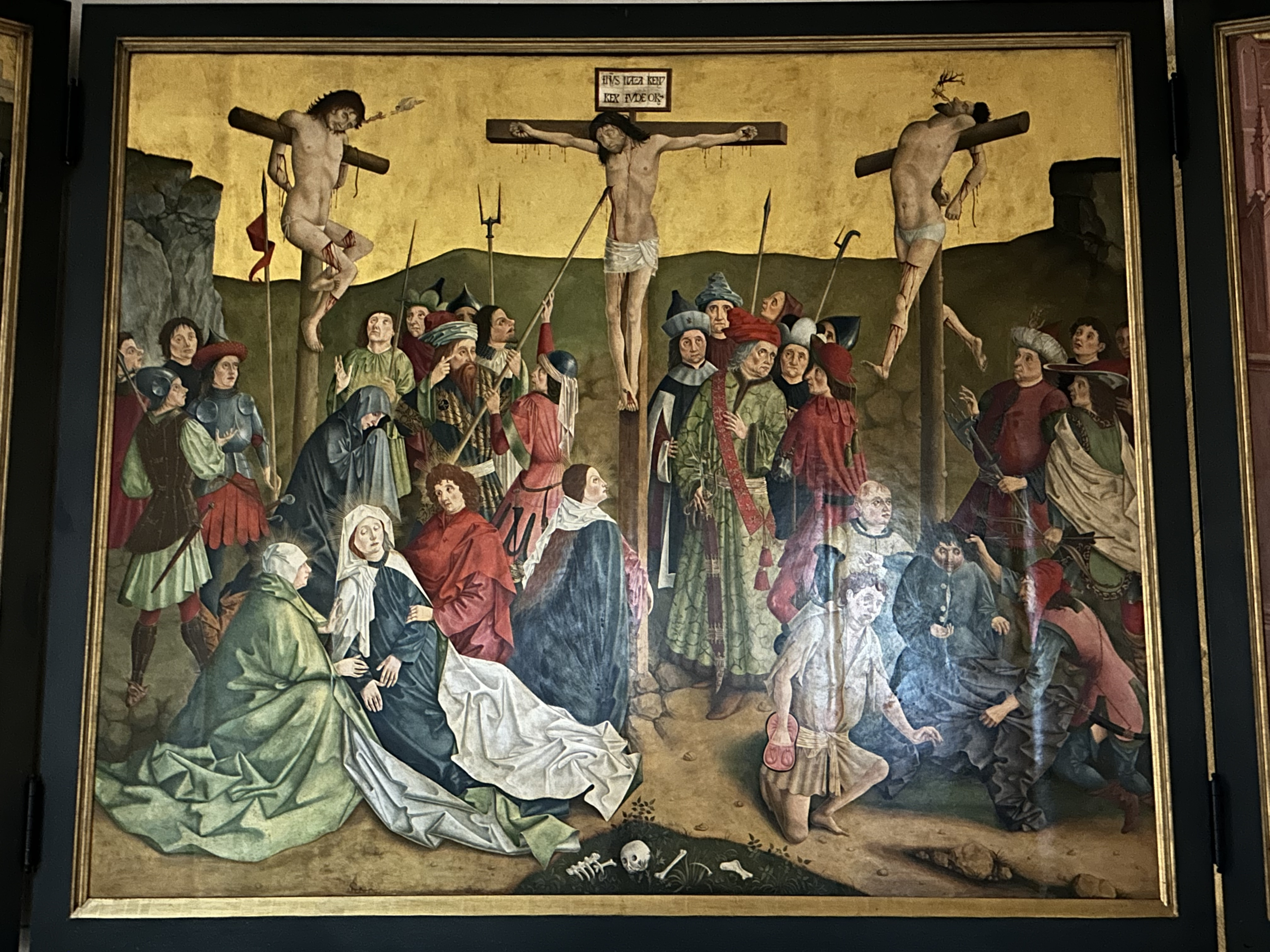
Orber Altar vom Meister der Darmstädter Passion, Hauptteil – Golgotha

Das wertvollste Ausstattungsstück vor dem Brand der Kirche war der Orber Altar. Er wurde um 1440 am Oberrhein, vom Meister der Darmstädter Passion geschaffen. Nur der Mittelteil der dreiflügeligen Komposition, der Kalvarienberg, war ein Original. Die beidseitig bemalten Seitenflügel zeigten auf der Alltagsseite (geschlossener Zustand) eine Thronende Madonna (links) und den Gnadenstuhl (rechts), bzw. auf der Feiertagsseite (geöffnet) die Anbetung der Könige (links) und der Kreuzübergabe durch Kaiser Konstantin den Großen und seine Mutter Helena (rechts). Es waren Kopien der in den Staatlichen Museen zu Berlin aufbewahrten Originaltafeln. Das heute im linken Seitenschiff aufgestellte gesamte Triptychon ist eine vollständige, neu angefertigte Kopie, auf Basis der Berliner Museumsbestände.

### Grablegungsgruppe

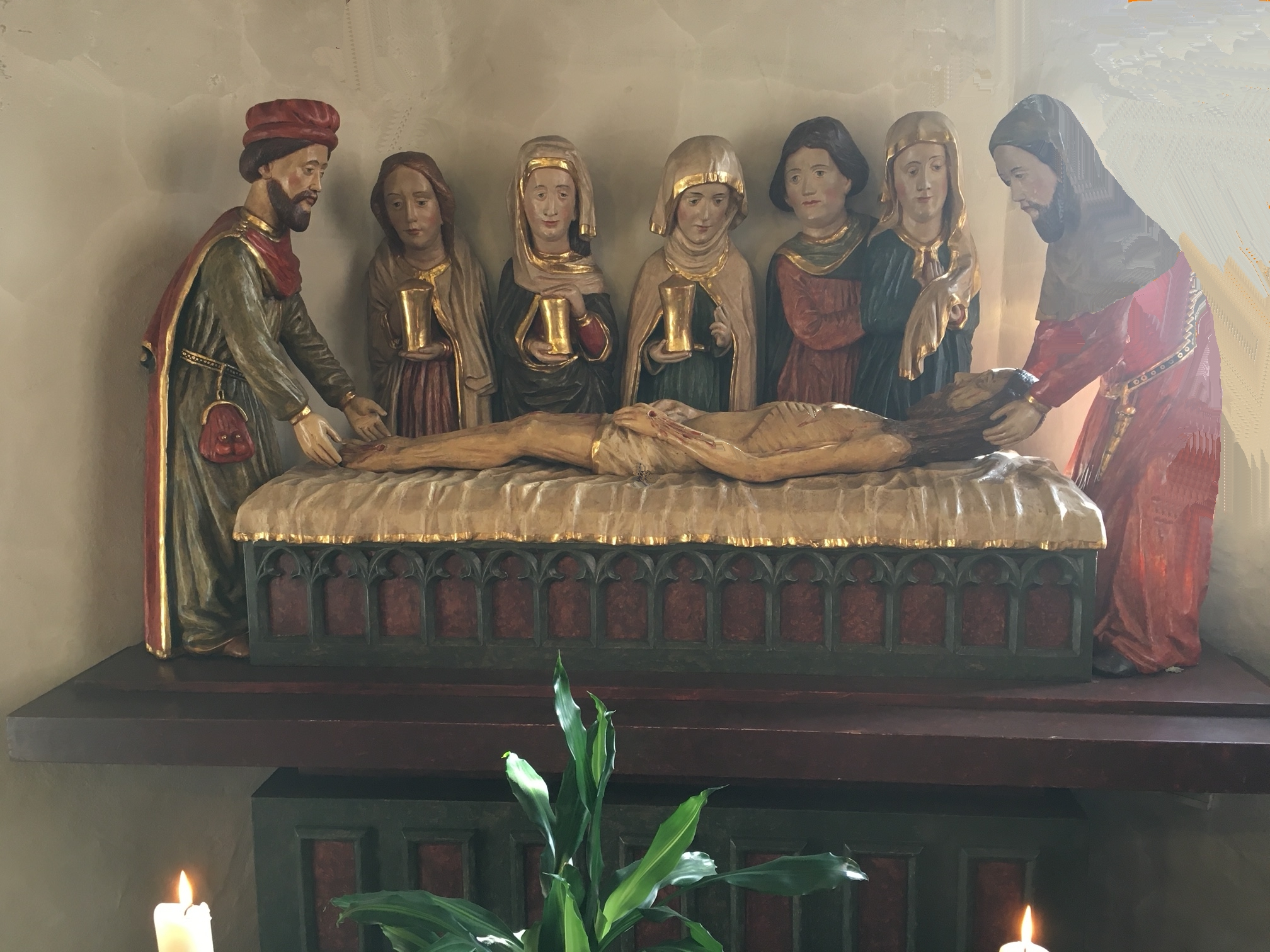
Grablegung Christi, 15. Jahrhundert, St. Martinskirche, Bad Orb

Ebenso wie der Orber Altar, sind die gotische Grablegungs-Gruppe in der rechten Seitenkapelle und einige barocke Skulpturen nach dem Brand entstandene Rekonstruktionen. Die Assistenzfiguren sind (am Haupt Jesu beginnend): Nikodemus, Mutter Maria, Johannes, die drei Marias mit Salbgefäßen und Josef von Arimathäa. Mit Kleidung, Zubehör und Haltung, drücken sie symbolisch jeweils ihre gesellschaftliche Stellung und Haltung zum Verstorbenen aus. Die Grablegungs-Gruppe erinnert, in ihrer Komposition, der Anzahl der Personen und der Art der Darstellung, an die spätgotische Grablegung von 1492 im Dom St. Martin in Mainz bzw. dem 1525 entstandenen Werk in Maria Himmelfahrt in Andernach.
Im Übrigen wurde das Innere der Kirche vom Dombaumeister Hans Schädel nach dem Brand völlig neu gestaltet.

### Turmhalle

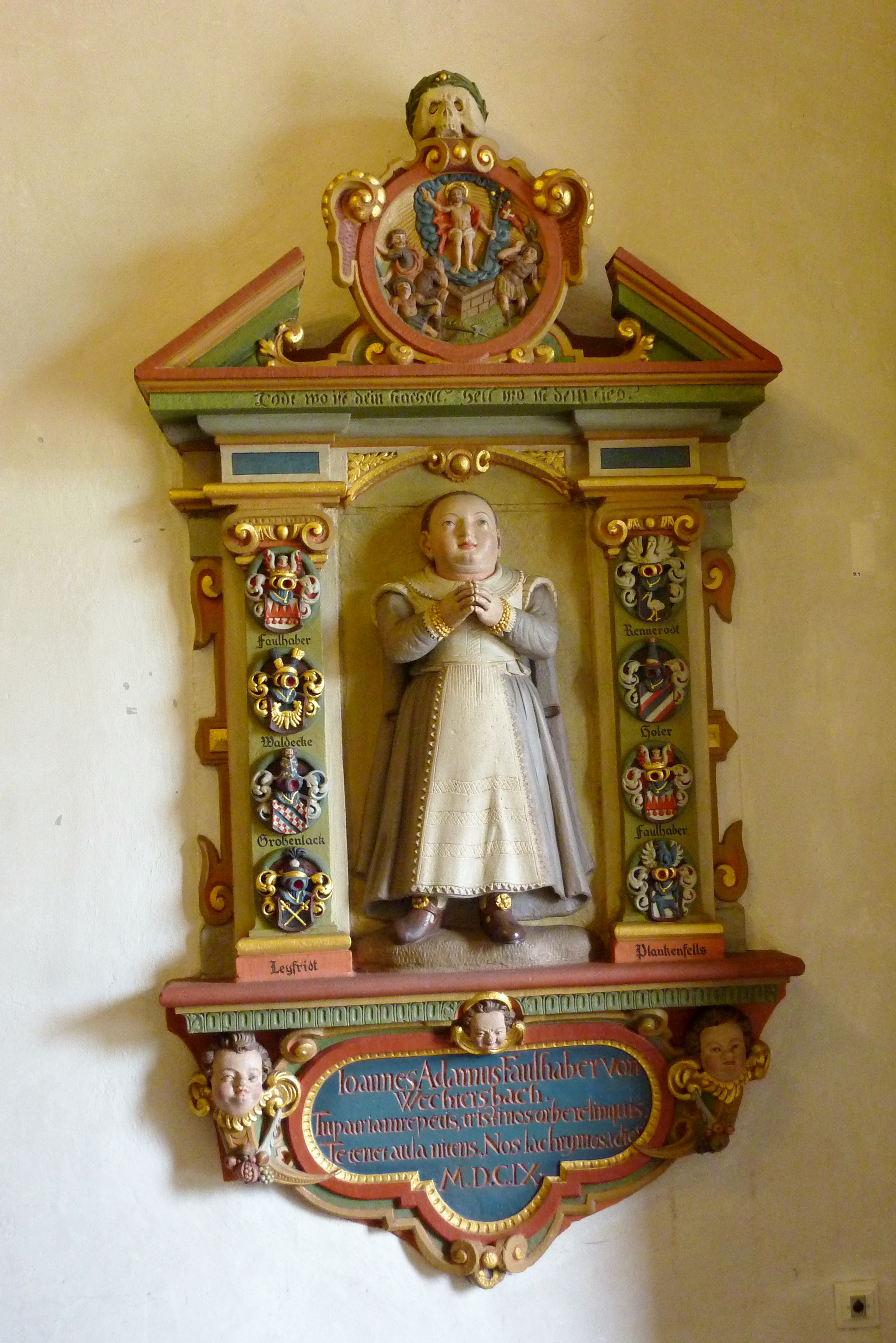
Epitaph für Johann Faulhaber

An der Südwand der Turmhalle befinden sich zwei Epitaphien:
- Das Ältere davon ist ein reich verziertes und farbig gefasstes Renaissance Epitaph für Johann Faulhaber von Wächtersbach, den letzten, im Kindesalter verstorbenen Stammhalter der Familie Faulhaber, aus dem Jahr 1609.
- Ein zweites Epitaph, schon deutlich mit barocken Stilelementen ausgestattet, aus rotem Sandstein gefertigt, erinnert an Conrad Michael Dehmer, einen Stadtschultheiß und Brunnenmeister aus Orb. Der unter einem Wappen, einen stehenden Hirsch darstellend, eingefügte Text beinhaltet ein Zahlenrätsel, bei dem die Summe der hervorgehobenen Buchstaben (=Zahlen) das Todesdatum Dehmers (1682) ergibt.

An der Nordwand befinden sich:
- Ein Gedenkkreuz mit nebenstehender Inschriftstafel, gestiftet von ehemaligen französischen Kriegsgefangenen des Stammlagers IX B auf der Wegscheide, erinnert an die in der damaligen schweren Zeit von den Gefangenen erfahrene freundliche Behandlung durch die Bevölkerung.
- Ein Epitaph zur Rechten des Kreuzes gilt dem Orber Geistlichen, hohen kirchlichen Würdenträger und Wohltäter Johann Baptist Quanz.[2] Quanz erhielt auch auf dem Friedhof ein Ehrengrabmal.
- Ein weiteres Epitaph, zur Linken, ist schließlich für den am 6. Mai 1705 in Seligenstadt geborenen, in Orb wirkenden Geistlichen und stellvertretenden Dechanten Gabriel Conter, aus dem Jahr 1745.

### Glocken
Vom Turm der St. Martinskirche erklingen fünf Glocken. Sie haben die Tonfolge: d′ f′ g′ a′ c′′.
Die Glocken 1 bis 4 stammen aus der Gießerei Ulrich & Weule in Apolda – Bockenem, aus dem Jahr 1919. Es handelt sich um ein überdurchschnittlich gutes Eisenhartgussgeläut. Im Jahr 1956 wurde das Geläut um die kleinste Glocke, aus der Gießerei Perner in Passau ergänzt. Die d'-Glocke allein wiegt bei einem Durchmesser von 177 cm rund 2300 kg.
Das Geläut der St. Martinskirche ist in der nationalen Glockendatenbank registriert und kann dort abgerufen werden.

### Orgel

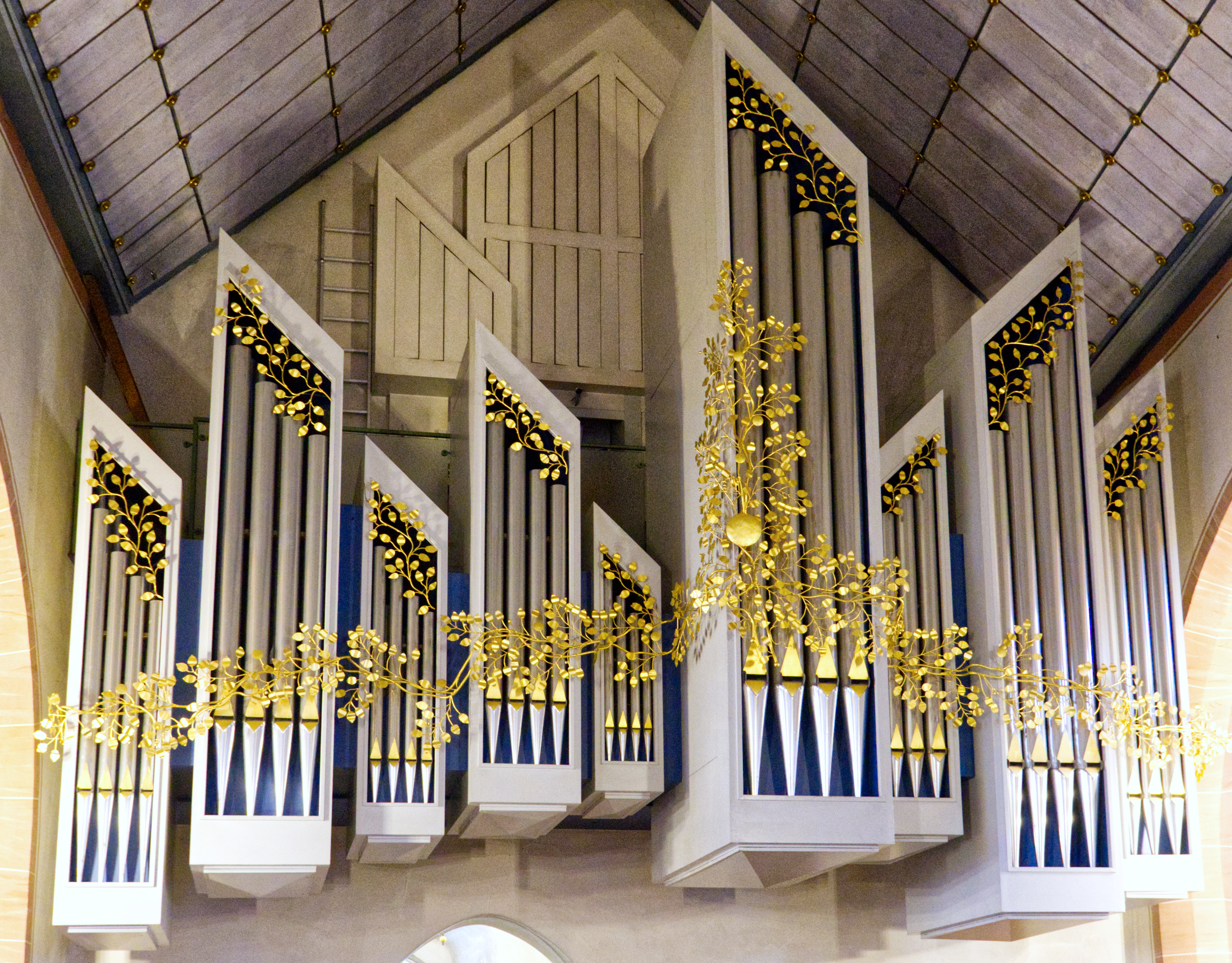
Klais-Orgel in St. Martin

Die Orgel wurde 1986 von dem Orgelbauer Klais (Bonn) neu erbaut. Das Schleifladen-Instrument hat 33 Register auf drei Manualwerken und Pedal. Die Spieltrakturen sind mechanisch, die Registertrakturen sind elektrisch.
| I Hauptwerk C–a3 |                    |       |
| 1.               | Principal          | 8′    |
| 2.               | Gemshorn           | 8′    |
| 3.               | Octave             | 4′    |
| 4.               | Offenflöte         | 4′    |
| 5.               | Superoctave        | 2′    |
| 6.               | Sesquialter II-III | 2 ⁄3′ |
| 7.               | Mixtur IV          | 1 ⁄3′ |
| 8.               | Dulcian            | 16′   |
| 9.               | Trompete           | 8′    |

| II Positiv C–a3 |            |        |
| 10.             | Bourdon    | 8′     |
| 11.             | Rohrflöte  | 4′     |
| 12.             | Nasard     | 2 ⁄3′  |
| 13.             | Principal  | 2′     |
| 14.             | Terz       | 1 3⁄5′ |
| 15.             | Octave     | 1′     |
| 16.             | Vox humana | 8′     |
|                 | Tremulant  |        |

| III Schwellwerk C–a3 |                |       |
| 17.                  | Pommer         | 16′   |
| 18.                  | Rohrgedackt    | 8′    |
| 19.                  | Viola di Gamba | 8′    |
| 20.                  | Vox coelestis  | 8′    |
| 21.                  | Principal      | 4′    |
| 22.                  | Traversflöte   | 4′    |
| 23.                  | Blockflöte     | 2′    |
| 24.                  | Sifflöte       | 1 ⁄3′ |
| 25.                  | Scharff IV     | 2⁄3′  |
| 26.                  | Hautbois       | 8′    |
|                      | Tremulant      |       |

| Pedalwerk C–f1 |               |       |
| 27.            | Principal     | 16′   |
| 28.            | Subbass       | 16′   |
| 29.            | Octave        | 8′    |
| 30.            | Gedackt       | 8′    |
| 31.            | Tenoroctave   | 4′    |
| 32.            | Hintersatz IV | 2 ⁄3′ |
| 33.            | Posaune       | 16′   |

- Koppeln: II/I, III/I, III/II, I/P, II/P, III/P

### Äußerer Kirchenbereich
Am Zugang zur Kirche von der Stadtseite her, am oberen Ende der Treppe stehen, „…als Schutzherren für die Stadt und deren Bewohner die Heiligen Bonifatius, der Apostel der Deutschen und Kilian“, der Frankenapostel.
An die äußere Wand der Sakramentskapelle der Kirche angebunden, befinden sich zwei in Sandstein gehauene Figuren, die noch an die Zeit erinnern, als dieser Bereich um die Kirche zur Beerdigungsstätte der Stadt gehörte (bis 1770):
- Figur des Schmerzensmannes aus der Mitte des 15. Jahrhunderts, darunter ein Engel, der in einem Tuch  drei Kinder trägt, symbolisch menschliche Seelen darstellend.
- Madonna mit Kind und einer Goldkrone, die auf einer Mondsichel steht, aus dem 15. Jahrhundert, darunter ein Denkmal mit Inschrift mit dem Datum: XV. Martii MCDLXIX (15. März 1469).

Eine Gedenkstätte mit Inschrift, an den Brand von 1983 erinnernd, befindet sich am nördlichen Seitenschiff. Das im Mittelpunkt des Denkmals befindliche Kreuz stand ehemals auf dem Friedhof.
Am Burgring, vor der Kirche erinnert die Skulptur „Hoher Besuch“ des Orber Künstlers Hans Prasch an den ehemaligen Pfarrer und Dechanten in Bad Orb und späteren Weihbischof Johannes Kapp.